# Hávamál
Hávamál (A balada do mais alto, Os ditos de Hár ou Os ditos do mais alto) é um dos poemas incluídos na Edda poética, uma colecção de poemas em nórdico antigo preservados inicialmente no manuscrito medieval islandês Codex Regius, do século XIII. 
Os seus versos são atribuídos a Odin.

## O Documento.
O Hávamál integra o conjunto de poemas compostos em nórdico antigo que conhecemos hoje como a Edda Poética ou Edda Antiga  ou ainda a Edda Sæmundar  existente apenas em um único exemplar medieval conhecido como Codex Regius (GKS 2365 4to). O poema é o segundo texto do conjunto de autoria anônima que contém elementos mitológicos e heroicos da tradição histórico-literária nórdica. Como a Völuspá, o Vafþrúðnismál, Grímnismál, Skírnismál, Hárbarðsljóð, Hymiskviða, Lokasenna, Þrymskviða, Völundarkviða e o Alvíssmál, entre outros. Uma vez que a obra não possui um título original que a identifique, o nome popular do Codex Regius (“Edda Poética”) se originou nada mais como uma forma deliberada de diferenciá-la da Edda (a Edda em Prosa) de Snorri Sturluson (c. 1179 – 1241).
Com base em análises paleográficas, sabemos que o manuscrito da Edda Poética foi escrito inteiramente por um único autor na Islândia em meados do século XIII (c. 1270). Talvez a partir de uma versão original anterior. Entretanto, a história pregressa do manuscrito antes de sua descoberta no século XVII nos é praticamente desconhecida. O que sabemos é que já por volta do ano de 1643 o Codex Regius se encontrava nas mãos do colecionador e antiquário islandes Brynjólfur Sveinsson, então bispo de Skálholt, devido à data de sua assinatura que se encontra na parte inferior da primeira página do manuscrito (a página onde se encontra o início da Völuspá).
Em 1662 o manuscrito foi enviado como presente ao rei Frederico III da Dinamarca – dai a origem de sua denominação (Codex Regius, “o Livro do Rei”, numa tradução livre) – sendo então preservado na Biblioteca Real da Dinamarca até 1971, quando foi levado de volta à Islândia. Atualmente ele se encontra no Instituto de Estudos Islandeses Árni Magnusson (Stofnun Árna Magnússonar í íslenskum fræðum) em Reykjavik.

## OHávamál.[4]
Assim como os demais textos do Codex Regius, o Hávamál – apesar de ser um poema – foi escrito de forma contínua como um texto em prosa, sendo o início de cada estrofe marcado por uma letra maiúscula . O primeiro a transcrever o poema dividindo-o claramente em estrofes separadas e numeradas (usando como referencial a própria divisão contida no manuscrito) foi o filólogo e linguista norueguês Sophus Bugge em sua edição da Edda Poética de 1867, cuja organização do poema quase todas as demais edições posteriores até a atualidade se baseiam. De forma geral, dependendo das opções tomadas por cada organizador ao transcrever e traduzir o texto, o Hávamál teria por volta de 163 a 165 estrofes. A opção por mais ou menos estrofes acaba sendo extremamente subjetiva. Devido a certas imprecisões do manuscrito, por vezes tradutores e editores optam por reunir duas ou mais estrofes como sendo apenas uma ou divididem uma estrofe em mais partes, seguindo sua interpretação do texto.
O Hávamál, como o conhecemos, só existe na versão contida no Codex Regius. Entretanto, é possível encontrar evidências de sua presença em outras obras da época. Indicando assim que ele seria relativamente conhecido no período medieval escandinavo. Por exemplo, a primeira estrofe do Hávamál é citada quase que integralmente na Gylfagining da Edda em Prosa de Snorri Sturluson, quando a personagem de Gylfi é levada ao salão do Valhalla. Pouco antes de adentrar no local ele diz: “Gáttir allar, áðr gangi fram, um skyggnask skyli, því at óvíst er at vita hvar óvinir sitja á fleti fyrir”. A estrofe 84 do poema pode ser encontrada na Fóstbræðra saga (capítulo 21), onde um thrall na Groenlândia desconfia que sua senhora esteja sendo infiel. Enquanto que os versos iniciais das estrofes 76 e 77 são citados na última estrofe do poema Hákonarmál de Eyvindr Skáldaspillir : “Deyr fé, deyja frændr...”. Na literatura nórdica antiga como um todo existem outras passagens onde podemos encontrar indícios semelhantes. Como é o caso dos capítulos 6 e 7 da Heimskringla onde temos ecos do que poderia ser a estrofe 148. Entretanto, em nenhuma delas o Hávamál é identificado ou nomeado como tal  .
Apesar das divergências entre pesquisadores sobre a origem dos poemas do Codex Regius, há certo consenso de que seus textos são mais antigos que o manuscrito existente e são provavelmente fruto de uma tradição oral anterior ao seu registro escrito. Um dos elementos que fundamenta essa hipótese, assim como a possibilidade da existência de uma versão escrita que antecedeu o Codex Regius (e do qual ele deriva), são as inconsistências e erros de continuidade semântica de certas partes da obra. O que poderia ser explicado como sendo equívocos cometidos pelo copista do manuscrito a partir de uma versão anterior .
A figura central do Hávamál é o deus Odin. Contudo, diferente do que o leitor que toma seu primeiro contato com o poema pode vir a pensar, não há uma homogeneidade do texto ao desenrolar do poema, apresentando tanto aforismos e conteúdo muito semelhante aos provérbios bíblicos do Velho Testamento quanto conhecimentos místicos e mitológicos. Na verdade, ao invés de um único poema, o melhor seria dizer que o texto do Hávamál seria composto por diversos poemas. Podemos identificar ao menos seis partes que podem inclusive ser lidos de forma independente das demais, sem que sua compreensão seja prejudicada. Tais partes seriam: 1) “Os ensinamentos de Odin” ou ainda Gestaþátr (estrofes 1 – 95), onde temos inicialmente os ensinamentos – muitas vezes enigmáticos – do deus Odin a respeito de como receber e lidar com um hóspede e mais tarde outros temas de âmbito mais geral; 2) depois o relato sobre Odin e a filha de Billing (aproxidamente as estrofes 96 – 103); seguido de 3) o relato sobre Odin e Gunnlod (entre as estrofes 104 – 110); depois temos 4) o Loddfáfnismál (estrofes 111 – 137), onde Odin se dirige a personagem de Loddfafnir lhe aconselhando sobre os mais diversos assuntos e lembrando em certa medida os ensinamentos das estrofes da primeira parte do Hávamál; por fim temos as duas últimas partes e talvez as mais conhecidas – principalmente pelos estudiosos da mitologia nórdica – 5) o Rúnatal (estrofes 112 – 145) onde Odin conta como ele se ofereceu como sacrifico a si mesmo e após nove noites como ele retornou à vida trazendo consigo o conhecimento sobrenatural das runas; e finalmente 6) o Ljóðatal (estrofes 146 – 163) onde o deus fala a respeito das dezoito canções/encamentos que ele conhece e sobre seus poderes, encerrando assim o Hávamál. Da mesma forma como o poema apresenta essa diversidade quanto a sua temática ao decorrer do texto, há também uma variação quanto à métrica nas diversas partes que o compõe. Como os outros textos que fazem parte da Edda Poética, no Hávamál podemos encontrar os três principais estilos poéticos predominantes da poesia éddica: o estilo ljódaháttr, málahattr e fornyrðislag. Sendo que a maior parte do Hávamál se encontra composto no estilo do primeiro, mas possuindo versos também no estilo dos dois últimos. Não iremos nos aprofundar nas particularidades de tais estilos poéticos – visto não ser este o objetivo principal de nosso trabalho – contudo vale ressaltar que o ljódaháttr seria um estilo muito particular, exclusivo da poesia islandesa. Apesar disso, ele se aproximaria parcialmente do estilo fornyrðislag, quanto a sua estrutura. O fornyrðislag por sua vez se assemelharia com o verso anglo-saxônico (encontrado em obras como Beowulf, Judite e a Batalha de Maldon, por exemplo) .